# Charlotte de Roannez
Charlotte Gouffier de Roannez, duchesse de la Feuillade, est une aristocrate et religieuse française, née le 15 avril 1633 au château d'Oiron et morte le 14 février 1683 à Paris. En 1657, elle prend le voile contre l'avis de sa famille sous le nom de Sœur Charlotte de la Passion mais quitte finalement Port-Royal sous la pression des jansénistes et d'une partie de sa famille.
Très impliquée dans la religion, elle initie une correspondance avec Blaise Pascal en 1656. Adolphe de Lescure et Victor Cousin relèvent que des passages de lettres écrites par Pascal, qui a joué pour Charlotte de Roannez le rôle de conseiller spirituel, se retrouvent en grande partie dans les Pensées du dossier « Miracles ». Jugées ambiguës pour des critiques comme Adolphe de Lescure ou Armand-Prosper Faugère, qui les mettent en parallèle avec le texte apocryphe Discours sur les passions de l'amour, ces lettres donnent matière à ce qu'Augustin Gazier appelle le « roman de Pascal », reconstruction d'un amour contrarié entre le philosophe et Charlotte de Roannez. Cette thèse est aujourd'hui jugée fantaisiste.

## Biographie

### Enfance et famille

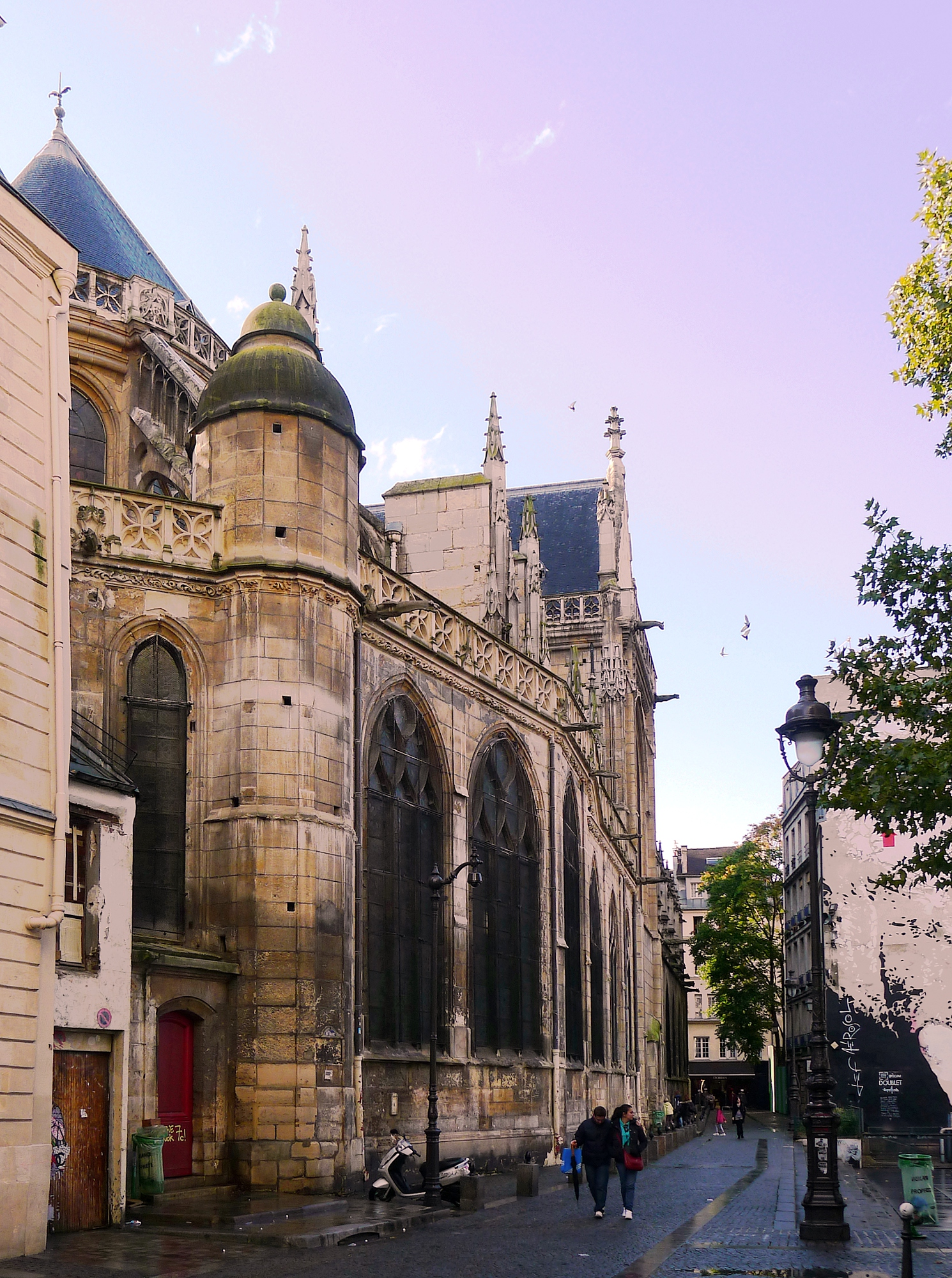
Façade de l'église Saint-Merri, rue du cloître Saint-Merri, Paris IV.

Charlotte Gouffier de Roannez est la fille d'Anne-Marie Hennequin (1605-1676) et de Henri Gouffier, comte de Maulévrier, marquis de Boisy (1605-1639). La famille de Henri Gouffier appartient à la noblesse française et les parents de Charlotte de Roannez reçoivent le château de Maulévrier pour leur mariage, le 2 juin 1625. Henri Gouffier et Anne-Marie Hennequin ont probablement eu « au moins cinq enfants » : Marguerite-Henriette (1626-1703,), Artus (1627-1696), Louis (1630- ?), décédé très jeune, Charlotte (1633-1683) et Marie-Marguerite (-1687). François Cossé est choisi pour être le parrain de Charlotte. À Paris, les Gouffier résident dans un somptueux hôtel particulier rue du Cloître Saint-Merri, qui se distingue même des autres résidences du quartier par ses dimensions imposantes.
Henri Gouffier décède à la guerre alors que Charlotte Gouffier est âgée de deux ou trois ans,,. Elle et son frère Artus sont alors confiés aux soins de leur grand-père maternel, Nicolas Hennequin (1585-1634), marié à Renée Hennequin et critiqué par Marguerite Périer pour sa méconnaissance de la religion. Ses deux sœurs sont toutes les deux religieuses de l'ordre des bénédictins ; l'une, Marguerite-Henriette, à l'abbaye Notre-Dame-de-Soissons,, l'autre, Marie-Marguerite, à Malnoüe puis aux Filles-Dieu.
Son fils Louis d'Aubusson (1673-1725) devient maréchal de France et épouse Charlotte Thérèse Phélypeau de La Vrillère (1675-1697) le 8 mai 1692. Il se marie avec Marie-Thérèse Chamillart ; ils ont un fils, Louis II d'Aubusson (1700-1788), également maréchal de France.
Le Recueil de pièces pour servir à l'histoire de Port-Royal (ou Recueil d'Utrecht) et le Recueil manuscrit de Mademoiselle Périer fournissent des indications sur son histoire : Marguerite Périer vit déjà à Port-Royal durant les sept mois que passe Charlotte Gouffier à l'abbaye. Son témoignage, écrit soixante ans environ après les évènements, n'est cependant pas jugé fiable, ce qui invalide en partie le Recueil d'Utrecht, essentiellement basé sur ses propos. Les Mémoires du chanoine Godefroy Hermant, contemporain de Charlotte de Roannez, le Nécrologe de Port-Royal et les différentes lettres de la mère Agnès et de la mère Angélique, religieuses de Port-Royal, font partie des références les plus crédibles. Le recueil constitué par Hermant vers 1675-1677, notamment, s'appuie sur des sources directes parmi lesquelles les témoignages de Charlotte de Roannez elle-même.

### Vocation religieuse

#### Contexte
Charlotte de Roannez entre à Port-Royal contre l'avis de sa famille et cache dans un premier temps ses intentions à sa mère. Sa vocation religieuse déjà affirmée, elle refuse en 1656 les avances du marquis d'Alluye,, bien qu'encore encline au mariage peu de temps avant cette période. Celui-ci, par sa position sociale proche de celle de la famille Roannez — peu fortunée — se présente comme l'un des partis potentiels.
Le 24 mars 1656,, Marguerite Périer aurait guéri d'une fistule lacrymale par contact avec la Sainte-Épine. La notoriété de Blaise Pascal et l'importance de Port-Royal donnent immédiatement un fort retentissement à ce « miracle ». D'après les récits de Marguerite Périer, Charlotte de Roannez, souffrant d'un mal aux yeux, se rend à Port-Royal pour une neuvaine souhaitant elle aussi faire ses dévotions à la Sainte-Épine. Le dernier jour de cette neuvaine, au cours duquel elle se montre particulièrement émue, elle se rend compte de sa volonté d'entrer au couvent, malgré l'absence de la guérison espérée. Certains aspects de cette histoire sont contredits : loin d'avoir effectué un séjour de plusieurs jours à Port-Royal, Charlotte de Roannez ne s'y est rendue qu'un vendredi pour célébrer la Sainte-Épine, comme de très nombreuses personnes à cette époque — la relique a en effet gagné en popularité après l'affaire du « miracle » du 24 mars,. Elle est en revanche bien atteinte d'un problème aux yeux dont elle espère être guérie par la Sainte-Épine.

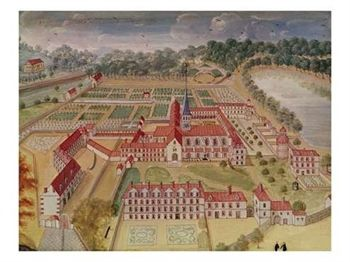
Gravure de l'abbaye de Port-Royal des Champs, réalisée vers 1710 par Louise-Magdeleine Horthemels.

La prière qu'elle fait le 4 août 1656 à Port-Royal est documentée : « Mon Dieu si vous voulez me toucher le cœur pour me faire religieuse et ne servir plus que vous, j'en serais ravie ; mais donnez-moi, mon Dieu, une grâce si forte que je n'y puisse résister et qu'elle m'emporte en religion, car il m'en faut une comme celle-là, sinon le monde me retiendra toujours,,,. ». Plus tard au cours de cette même journée, elle exprime sa volonté de devenir religieuse mais déplore le fait de ne pas avoir de relations pour faciliter son entrée à Port-Royal. Elle ne fait part de sa décision qu'à quelques personnes choisies, dont Blaise Pascal, Antoine Singlin, et son frère Artus. Pascal est vraisemblablement le premier informé ; il est probable qu'il ait ensuite dirigé Charlotte de Roannez vers Singlin, qui lui aurait conseillé d'obtenir l'aval de sa famille. Charlotte de Roannez se voit également contrainte de parler de sa décision à son frère au vu de la concrétisation de son projet de mariage par les avances du marquis d'Alluye.
Afin d'éprouver sa volonté et l'amener à un temps de réflexion, Artus l'emmène en Poitou avec leur mère durant sept mois environ ; c'est également durant cette période qu'elle entretient une correspondance avec Blaise Pascal. L'une des raisons pour lesquelles il lui enjoint de différer son entrée à Port-Royal est qu'il a lui-même pris le temps d'une réflexion approfondie avant de se consacrer à la religion ; une autre est que Charlotte Gouffier est la seule de la fratrie ayant encore la possibilité de se marier, sa sœur cadette Marie-Marguerite projetant sa profession de foi pour le même mois d'août. Au retour de leur voyage, son frère lui demande d'attendre encore quatre mois,.
Au total, le goût d'Artus Gouffier pour la diplomatie et la crainte de donner une mauvaise réputation à la famille Roannez par un évènement aussi brutal que serait une entrée soudaine de Charlotte de Roannez à Port-Royal retardent les faits d'un an, avec l'accord du chanoine Hermant et certainement de Blaise Pascal. Elle doit également informer sa mère, qui se montre réfractaire à sa décision et en informe leur entourage, qui s'emploie à tenter de la dissuader.
C'est finalement aux alentours de juillet 1657 qu'elle intègre l'abbaye, après avoir mis au point « une sorte de plan d'évasion » : malgré la surveillance de sa mère, elle profite d'une messe donnée au cloître Saint-Merri pour rejoindre Port-Royal sous prétexte de prier dans une autre chapelle de l'église. Antoine Singlin et la mère abbesse de Port-Royal l'accueillent et Charlotte de Roannez prend le nom de sœur Charlotte de la Passion. Cependant, accédant à la requête de son frère, elle attend un an avant de prendre officiellement l'habit.
Elle séjourne à Port-Royal de juillet à novembre 1657.

#### L'influence de Blaise Pascal

##### Rencontre et rapprochement avec les Roannez
À Paris, les Pascal emménagent près de l'hôtel des Roannez. Les deux familles se rencontrent vraisemblablement aux alentours de 1635 et les trois enfants Pascal rencontrent trois des enfants Roannez — Marie-Marguerite, l'aînée, Artus, et Charlotte, bien que cette dernière ne soit âgée que deux ans à cette époque. L'amitié de Blaise Pascal et Artus Gouffier remonterait ainsi à la période 1635-1639, et le talent précoce de Pascal dans les sciences, en particulier les mathématiques, a nécessairement fait forte impression sur la famille Roannez.

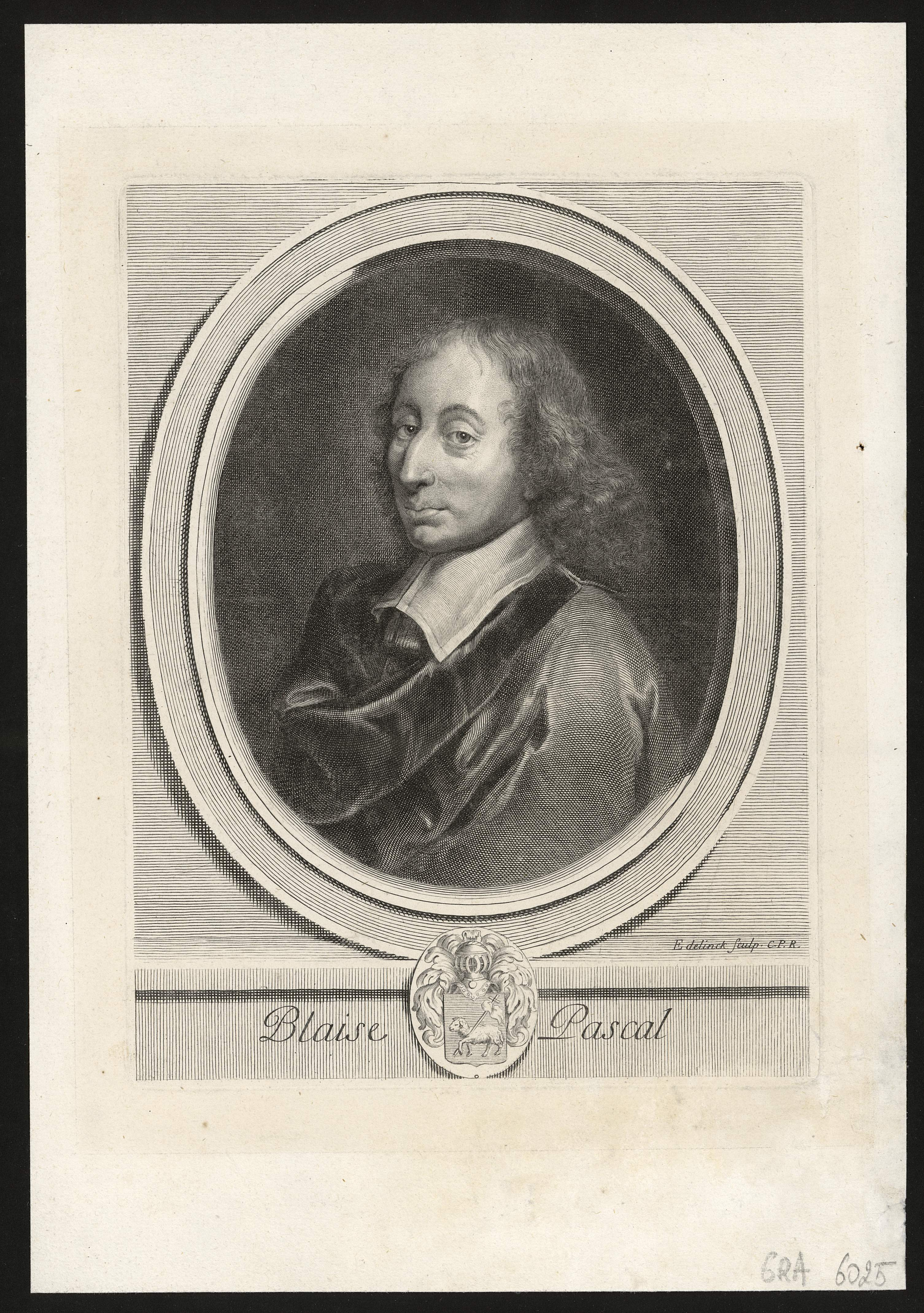
Portrait de Blaise Pascal par Edelinck, ca. 1689-1692.

Après une absence de 1640 à 1647 environ, Blaise, très malade, et Jacqueline Pascal reviennent s'installer à Paris, mais, contrairement à ce que laissent supposer de nombreuses sources, dont Marguerite Périer elle-même, Blaise Pascal et Artus Gouffier sont fréquemment séparés durant la période de 1647 à 1653,. Il est commun de lire que Blaise Pascal accompagne Artus Gouffier lors de ses déplacements en Poitou ; un voyage effectué durant l'été 1652 avec Mitton et le chevalier de Méré est fréquemment cité. Ce voyage n'a cependant jamais eu lieu et « en 1652, le duc de Roannez n'est encore qu'une relation un peu lointaine » de Blaise Pascal ; par ailleurs, contrairement à l'opinion commune, Artus Gouffier, jusqu'en 1653, est loin d'être tellement attaché à Blaise Pascal qu'il ne « [peut] se passer de le voir, ». Pascal ne deviendra proche des Roannez que par la suite.
Pascal occupe une chambre à l'hôtel particulier des Roannez et exerce une grande influence sur Artus, qu'il persuade aux alentours de janvier 1655 de se consacrer à la religion, à tel point que celui-ci refuse un mariage avec Mlle de Menus, riche héritière pour laquelle il avait pourtant manifesté un certain intérêt. Ce refus, contrarie les projets de son oncle le comte d'Harcourt et suivant la légende, vaut même à Blaise Pascal une tentative de meurtre. Ainsi, l'affirmation d'Augustin Gazier selon laquelle Pascal a pu des années durant séjourner à l'hôtel particulier des Roannez sans fréquenter la sœur d'Artus est contestée par les témoignages,, de même que celle de Victor Giraud, qui suppose que Pascal ne rencontre Charlotte de Roannez qu'en août 1656, au moment de sa conversion. Charlotte de Roannez est déjà proche de Blaise Pascal au moment où elle se tourne vers la religion.

##### Un conseiller spirituel
Comportant des commentaires sur la vie politique et la vision religieuse de Charlotte de Roannez, les lettres écrites à Mlle de Roannez montrent Blaise Pascal dans un rôle de conseiller spirituel, de « directeur de conscience ». L'échange, vraisemblablement initié par Charlotte de Roannez après son départ pour le Poitou, a lieu de septembre à décembre 1656. Deux ans auparavant a lieu la vision qui est l'objet du Mémorial, le 23 novembre 1654,, qui a impulsé la conversion définitive de Blaise Pascal. Les lettres de Charlotte de Roannez, dont une partie est déjà perdue au moment de la correspondance,, n'ont pas été retrouvées. Les extraits des lettres disponibles proviennent des copies du manuscrit du Père Jean Guerrier, qui sont elles-mêmes très vraisemblablement basées sur des copies fournies par Artus Gouffier après le décès de Charlotte de Roannez.

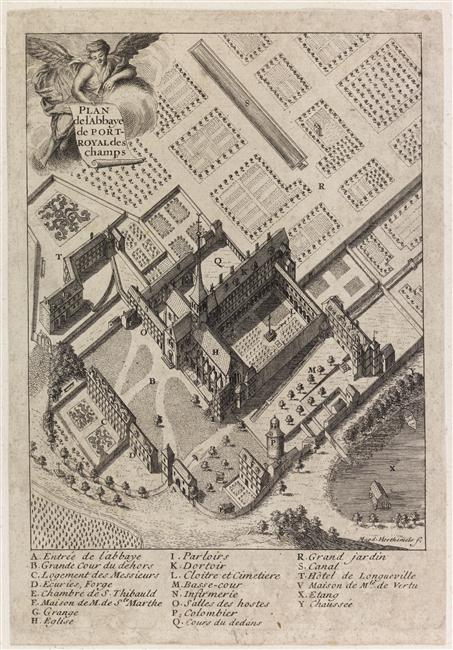
Plan de l'abbaye de Port-Royal des Champs par Louise-Magdeleine Hortemels.

Victor Cousin joint à son édition des Pensées les neuf lettres de Pascal à Charlotte, qu'il est le premier à publier,. Il est également le premier à remarquer qu'elles ont nourri l'édition 1670 des Pensées, dite « de Port-Royal ». Une très grande partie des fragments du dossier « Miracles » serait en effet inspirée de cette correspondance, ; on en retrouve d'autres extraits dans les Pensées Chrestiennes. Il n'est donc pas étonnant de retrouver dans les lettres des thèmes fondamentaux des Pensées, tels que le dieu caché ou deus absconditus — la lettre dans laquelle figure ce thème est précisément l'une des plus célèbres — à tel point que certains éditeurs les rassemblent dans les opuscules plutôt que dans la correspondance de Pascal. Par ailleurs, Artus Gouffier, qui a occupé un rôle majeur dans le comité d'édition des Pensées formé à Port-Royal, aurait envisagé de publier cette correspondance à part quelques années auparavant, aux alentours de 1664.
Pascal aurait écrit ces lettres à Charlotte de Roannez « pour l'amener à se donner à Dieu et, en attendant, à vivre au milieu du monde avec toute l'austérité d'une religieuse », thèse largement partagée par des critiques comme de Lescure, Armand-Prosper Faugère, Émile Boutroux, Ernest Havet, et Victor Cousin, pour qui Pascal a eu un impact décisif sur non seulement la vocation, mais également la conversion religieuse de Charlotte de Roannez. Tous les critiques ne s'accordent cependant pas à dire que Blaise Pascal a poussé Charlotte Gouffier vers la religion : elle a pour certains développé seule sa vocation religieuse, après les différents épisodes « miraculeux » dont elle entend parler et ses visites à Port-Royal. Il lui écrit en effet qu'« il ne fait pas examiner si on a vocation pour sortir du monde mais seulement si on a vocation pour y demeurer, comme on ne consulterait point si on était appelé à sortir d'une maison pestiférée et embrasée... C'est une grande leçon pour nous porter à la solitude loin de la vue des hommes ».

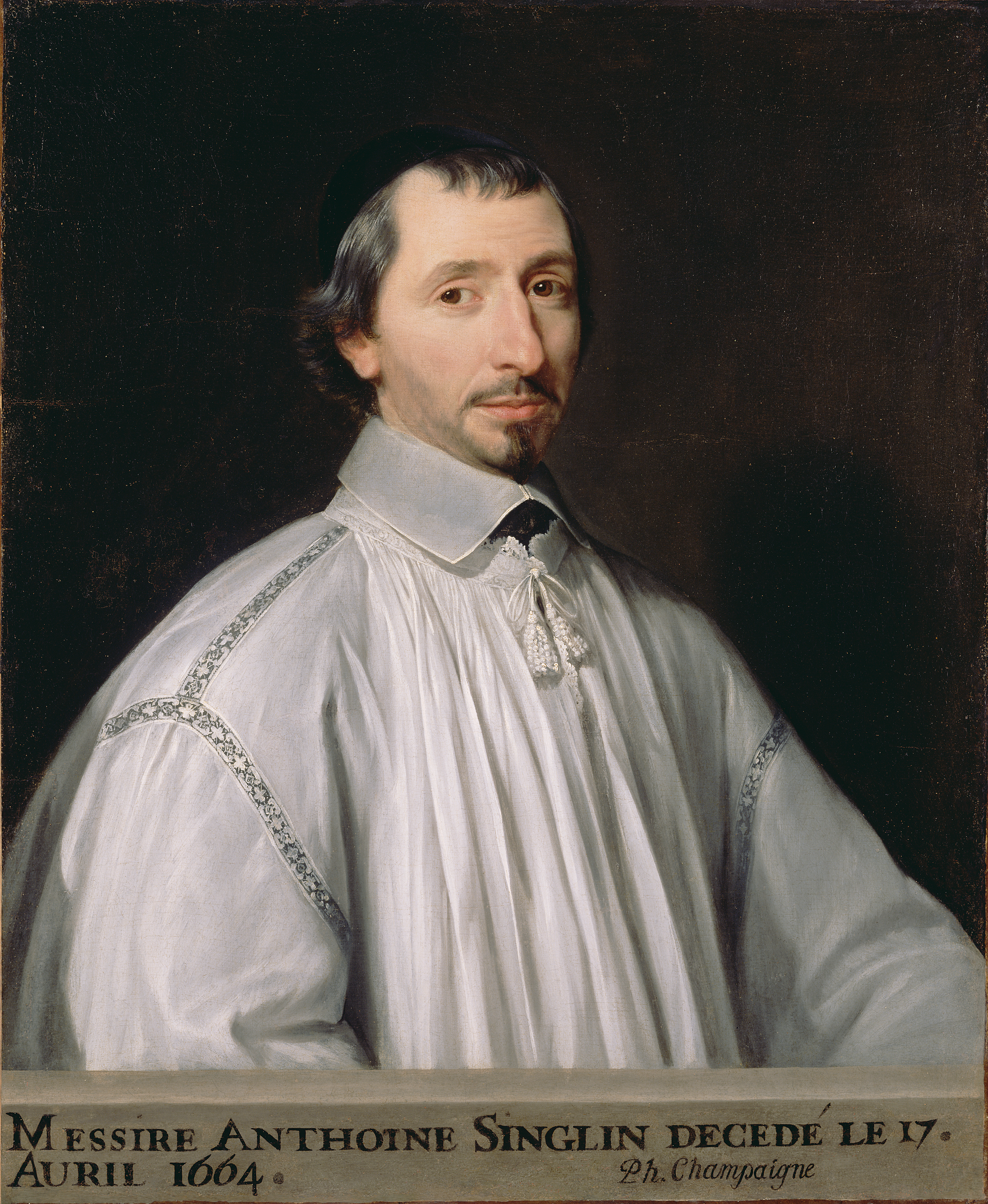
Portrait d'Antoine Singlin, conseiller spirituel de Charlotte de Roannez et proche de Blaise Pascal, par Philippe de Champaigne (ca. 1646).

Pour Charles Adam, ses liens avec Pascal et les divers événements associés, dont l'histoire du miracle de la Sainte-Épine, ont nécessairement eu une influence sur la décision de Charlotte de Roannez, et ce d'autant plus qu'il est probable que le savant ait servi d'intermédiaire entre elle et Antoine Singlin. On trouve cependant une affirmation dans une lettre écrite par Charlotte de Roannez à sa mère : « Vous savez, Madame, qu'il n'y a aucune personne au monde qui m'en ait donné les premiers mouvements ni qui y ait contribué de quelque manière que ce soit ». Les diverses tentatives de Charlotte de Roannez pour contrer le désaccord de ses proches montrent également le caractère autonome et indépendant de sa décision ; ainsi, bien que Blaise Pascal — avec Antoine Singlin — ait bien eu le rôle de conseiller et confident qu'on lui prête, il paraît peu raisonnable d'affirmer qu'il ait poussé Charlotte Gouffier vers la religion quand celle-ci a dû non seulement différer son entrée à Port-Royal d'un an environ après que sa vocation se soit manifestée, mais également agir contre la volonté de son entourage.
Les lettres écrites par Blaise Pascal sont interprétées par certains critiques convaincus de l'authenticité du texte Discours sur les passions de l'amour comme une preuve supplémentaire que Blaise Pascal était amoureux de Charlotte de Roannez, en particulier Adolphe de Lescure et Armand-Prosper Faugère. Si Ernest Havet émet des réserves à ce sujet, il écrit pourtant dans son édition des Pensées que cette correspondance est « le développement d'une espèce de drame intérieur plein d'émotion, et le journal des assauts que l'âme violente de Blaise Pascal livre à une autre âme qu'elle subjugue enfin, ». Cette hypothèse, raillée par Augustin Gazier, devient connue comme le « roman de Pascal » ; Émile Faguet, éditeur de Pascal, déclare que Faugère use de « la naïveté la plus bouffonne [qu'il ait] jamais rencontrée ». Gabriel Langlois, dans son Impérieux amour de Blaise Pascal, est l'un de ceux développant à l'extrême ce roman, puisqu'il va jusqu'à supposer l'existence d'un enfant caché, nommé Jean, qu'aurait eu Charlotte de Roannez avec Blaise Pascal sous le nom d'emprunt Anne de Fermat, et que le philosophe aurait reconnu en 1653. Ceci entre en contradiction avec une dotation de Port-Royal que Blaise Pascal révoque la même année puisqu'il n'a pas d'enfant. Gabriel Langlois aurait en réalité confondu Blaise Pascal avec son cousin homonyme,.

### Retour à la vie laïque

#### Départ de Port-Royal
L'entrée de Charlotte de Roannez à Port-Royal, bien connue au moment des faits au vu de la position sociale de sa famille et des liens des Roannez avec Blaise Pascal, rencontre une forte opposition. Les jésuites, notamment, n'acceptent pas le nouvel éclat que donne à l'abbaye l'entrée d'une personne d'un rang aussi élevé. Charlotte Gouffier rejoint par ailleurs Port-Royal au moment où les conflits entre jésuites et jansénistes sont aggravés par la publication de bulles papales d'une part et des Provinciales d'autre part, celles-ci faisant suite à la condamnation d'Antoine Arnauld le 14 janvier 1656.
Quand la duchesse de Roannez intègre Port-Royal, sa mère, Anne-Marie Hennequin, se retire pour un temps à l'abbaye de Malnouë où réside sa sœur Renée Hennequin. Elle donne même sa bénédiction à sa fille, mais le Père des Déserts, jésuite, lui offre son aide pour la faire sortir de Port-Royal. Il répand la rumeur que Charlotte Gouffier est en réalité entrée à l'abbaye sans son consentement, ce qui donne toute latitude aux jésuites pour agir. Ces derniers obtiennent le soutien de Louis XIV, qui édite une lettre de cachet ordonnant que Charlotte de Roannez quitte Port-Royal. Artus Gouffier n'a à l'époque pas connaissance de ces manœuvres. Le 30 juillet 1657, Madame Hennequin envoie sur procuration l'influente Alphonsine de Balsac : seulement, la lettre de cachet stipulant que Charlotte Gouffier doit être remise à sa mère, les religieux de Port-Royal jouent sur les mots et n'accèdent pas à la demande. La situation est rendue plus complexe encore par le refus ferme de Charlotte de Roannez de quitter l'abbaye. L'implication de sa mère dans cette entreprise détériore leurs relations ; celles entre Charlotte Gouffier et sa sœur aînée Marguerite-Henriette en pâtissent également dans la mesure où cette dernière, opposée aux jansénistes, redouble d'efforts pour convaincre sa sœur.

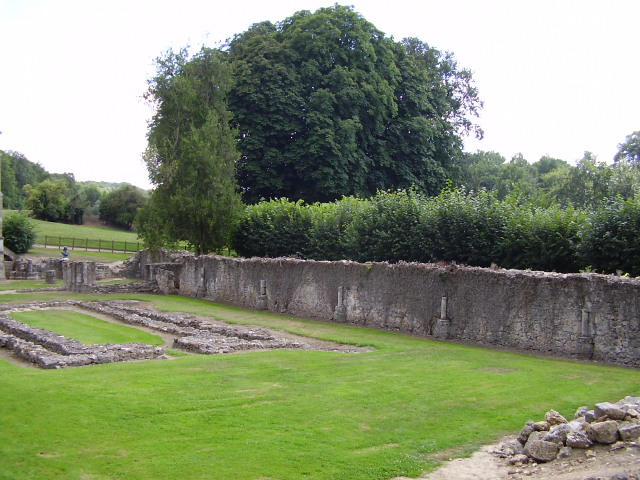
Ruines de l'abbaye de Port-Royal des Champs.

Finalement, une seconde tentative réussit contre le gré de Charlotte de Roannez le 3 novembre, en présence cette fois de sa mère. Son entourage est consterné quand il s'aperçoit qu'en prévision de sa future sortie, elle s'est coupé les cheveux et a prononcé ses vœux. Les pensionnaires de Port-Royal s'affligent de son départ et elle reçoit le soutien de la mère Angélique, avec qui elle entretient une correspondance, mais également de Blaise Pascal.
D'après Victor Cousin, après son départ de Port-Royal, Charlotte de Roannez vit pendant cinq ans, de 1657 à 1662 environ — soit jusqu'au décès de Blaise Pascal — « comme dans un cloître, occupée de lecture et d'exercices de piété » ; Antoine Arnauld parle de « léthargie spirituelle ». Après la mort de Pascal, elle est encore proche de Gilberte Périer, qui, « de 1662 à 1664, [...] se [charge] de la diriger pour des affaires de conscience » et d'Antoine Singlin. Elle fait même don à Port-Royal de « 3000 livres pour l'accueil d'une religieuse converse,. » qui occuperait sa place et « prierait pour elle » mais, à la suite du refus des jansénistes de signer le Formulaire qui reconnaît le caractère hérétique des écrits de Jansenius, les conflits entre jésuites et jansénistes s'intensifient. Le 26 août 1664, l'archevêque de Paris, Hardouin de Péréfixe de Beaumont, se présente devant Port-Royal en compagnie d'une centaine de personnes pour expulser les religieuses de l'abbaye, qui se voient dispersées dans douze autres monastères. Par ailleurs, une nouvelle lettre de cachet concernant Charlotte de Roannez exige cette fois son départ pour le Poitou que son frère parvient à empêcher en s'appuyant sur la santé précaire de sa sœur,. Charlotte de Roannez se trouve relativement isolée à cette époque : Pascal, puis Singlin sont décédés et Gilberte Périer est retournée vivre à Clermont. Antoine Arnauld prend alors la place de directeur spirituel qu'occupait Pascal,.

#### Mariage et vie de famille
Ce n'est que vers 1665 que Charlotte de Roannez reprend une vie mondaine — elle fréquente notamment Ninon de Lanclos — et confirme les craintes de son frère, qui approuve son entrée en religion et s'inquiète des conséquences des décès successifs de Pascal et Singlin, ainsi que du départ de Gilberte Périer. Le Nécrologe de Port-Royal la blâme même pour ce qui est perçu comme un manquement moral, Charlotte Gouffier demandant l'annulation de ses vœux. Elle reprend cependant une forme de vie spirituelle en correspond avec des religieux de Port-Royal, et en particulier la mère Agnès.
Après avoir en 1663 repoussé pour la seconde fois le marquis d'Alluye avec le soutien de son frère et d'Antoine Singlin, et le marquis de Cœuvres en 1666, Charlotte de Roannez épouse le 9 avril 1667 François d'Aubusson, duc de la Feuillade, après être parvenue à rompre ses vœux et sur proposition de M. de la Vieuxville. Ce choix stratégique s'explique à la fois par la position sociale du duc de la Feuillade et par ses relations avec Louis XIV François d'Aubusson est un favori du roi. François d'Aubusson trouve également avantage à cette union : en entrant en religion, Artus Gouffier renonce au duché de Roannez et à sa pairie, qui reviennent à sa sœur et par union au duc de la Feuillade. Il accède également à la position de duc sur accord du roi, mais ses relations avec Artus Gouffier sont tendues.

Blason de François III d'Aubusson, duc de la Feuillade et époux de Charlotte de Roannez.

Sa vie familiale fait l'objet d'une description tragique de la part de Deyras : il la qualifie de « continuelle épreuve », vue par Charlotte de Roannez comme « un moyen sûr de pénitence et d'expiation », « une punition du ciel ». Il rapporte que d'après les médecins, les lourdes opérations chirurgicales qu'elle doit subir lui donnent « un air de jubilation ». Marguerite Périer souligne déjà dans ses mémoires que Charlotte de Roannez voit son mariage comme une trahison à ses anciens vœux religieux, et cela sitôt son union prononcée ; elle écrit à propos de son état de santé : « elle eut à souffrir des maladies extraordinaires ; il lui fallut subir des opérations cruelles qu'elle souffrit toujours en esprit de pénitence, et elle disoit : « Je suis bien heureuse de ce que Dieu m'envoie des occasions de souffrir ; cela me fait espérer qu'il veut recevoir ma pénitence. ». Les chirurgiens étoient surpris de voir qu'elle marquât un air de jubilation quand ils venoient pour la panser de maux très douloureux. ».
Ces souffrances physiques s'ajoutent aux souffrances psychologiques qu'elle doit endurer : sur ses quatre enfants, un seulement survit au-delà de vingt ans. Le premier est mort-né et n'est pas baptisé : l'épreuve est d'autant plus grande que les jansénistes ne croient pas au salut pour les enfants morts sans baptême. Le deuxième naît handicapé le 10 février 1670, et décède le 9 août 1680. Son troisième enfant, Marie-Thérèse, née en 1681, souffre de graves problèmes de croissance. Elle décède à l'âge de vingt ans au couvent, en 1692. Enfin, le 30 mai 1673 naît le quatrième enfant, Louis, seul à bénéficier d'une longue vie, bien que sa mère souffre de graves séquelles après un accouchement éprouvant auquel elle survit de justesse.

### Mort

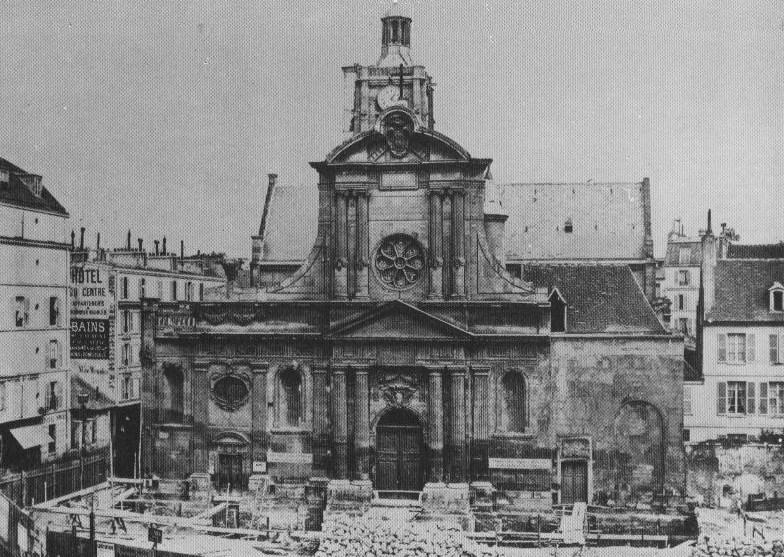
L'église Saint-Laurent de Paris, avant les restaurations effectuées vers 1861 à la suite des grands travaux du baron Haussmann. La façade classique est achevée vers le milieu du XVIIe siècle : cette version du monument est la plus proche de celle qu'a dû connaître Charlotte de Roannez.

Marie-Anne Payen, dite Mme Petit, est la confidente de Charlotte de Roannez dans ses derniers jours. Charlotte de Roannez a manifestement entretenu une relation privilégiée avec Blaise Pascal : elle réclame le dépôt des lettres qu'il lui a écrites à Port-Royal, et à une personne en particulier, mais son époux refuse et exige qu'elles soient brûlées,. Il n'accède pas non plus à sa requête de déposer son cœur à Port-Royal, notamment en raison du renouveau de la persécution envers les jansénistes et des conséquences que l'exécution de cette demande aurait pu avoir sur ses rapports avec le roi. Reprenant son nom de duc de la Feuillade à la faveur d'une campagne de guerre, après avoir temporairement pris celui de duc de Roannez, il abandonne ses terres aux créanciers, faute d'avoir rempli ses engagements de mariage et payé ses dettes.
Charlotte de Roannez est inhumée à l'église Saint-Laurent de Paris.

## Postérité
En plus de la vision romancée de ses liens à Blaise Pascal, Charlotte de Roannez est une figure populaire pour les historiens attachés à l'histoire de Port-Royal. Victor Cousin ou André Beaunier en donnent une vision élogieuse - dans le cas de Victor Cousin, l'amitié entre Charlotte de Roannez et Blaise Pascal semble toutefois prendre une importance particulière : il introduit un article biographique par « Continuons de recueillir avec respect tout ce qui se rapporte à Pascal ».
Les auteurs laissent aller leur imagination et ne s'interdisent pas de faire des suppositions sur Charlotte de Roannez, en particulier les auteurs et critiques du XIXe siècle. Maurice Deyras la décrit comme suit : « Charlotte est d'un visage agréable sans cependant être jolie ; elle est d'esprit irrésolu, de caractère faible, hésitant constamment entre deux propositions contraires ; sa sensibilité est à fleur de peau ». Cette description est d'autant plus curieuse que les portraits de Charlotte de Roannez sont introuvables. Adolphe de Lescure évoque un « raffinement de férocité dans le sacrifice » et raconte son départ de Port-Royal, et en particulier la façon dont elle est traitée après avoir renoncé à ses vœux, comme une véritable tragédie : « on en pleura dans les cellules, on marqua de noir le jour du scandale ; on voila de deuil le portrait de celle qu'on considéra comme une relapse ». Il voit en elle « une des plus douces et des plus touchantes figures qui aient traversé le parloir glacial de cette école du stoïcisme chrétien », et Charles Adam la voit comme une « âme tendre et fière ». Le chapitre biographique d'André Beaunier glorifie la vocation religieuse de Charlotte Gouffier et renseigne sur les souffrances physiques et morales qu'elle a endurées, qui ont peut-être contribué à sa renommée,. Il la compare à Jacqueline Pascal et établit un parallèle entre elles, qui doivent toutes les deux s'opposer à l'autorité de leur famille pour entrer à Port-Royal. Victor Cousin, quant à lui, qualifie son histoire de « roman d'un douloureux intérêt ». Jean Mesnard la compare à « ses contemporaines les héroïnes de la Fronde », auxquelles elle « [ressemble] par le fond de l'âme et par une sorte d'imagination saintement exaltée, qui se manifeste constamment au cours des épisodes dramatiques qui jalonnent [...] l'histoire de sa vocation ».
La mauvaise réputation de son époux François d'Aubusson est régulièrement mise en avant au travers d'anecdotes révélatrices de son caractère et de la faible place qu'il réservait à sa vie de famille. Maurice Deyras en parle comme d'un « singulier mari » attaché aux exploits militaires et rapporte un évènement célèbre concernant sa rivalité avec Molière : le duc de la Feuillade aurait agressé le dramaturge au château de Versailles,. Certains détails peu flatteurs de sa vie nous sont donnés par Madame de Sévigné, notamment ceux concernant ses rapports avec Louis XIV. Jean Mesnard évoque son « génie de la flatterie qui constitue sans doute le trait le plus remarquable, et le plus déplaisant, de son caractère » et « doute qu'un homme aussi exclusivement dévoué à sa fortune et au souverain qui en était l'auteur [...] pût faire le bonheur de Mlle de Roannez ».
Plus récemment, en 2012, Claude-Pujade Renaud met Charlotte de Roannez en scène dans son récit Le Désert de la grâce et lui fait raconter à la première personne son départ de Port-Royal après avoir résumé certains des éléments de sa vie de manière très romancée.